# Grottes de Gargas
Les grottes de Gargas [ɡaʁɡas], appelées parfois grotte des Mains mutilées, sont situées sur la commune d'Aventignan, dans le département français des Hautes-Pyrénées.
C'est l'une des plus célèbres grottes ornées du Paléolithique supérieur en Europe.

## Situation
La grotte de Gargas est située dans le sud-est de la commune d'Aventignan, dans le département français des Hautes-Pyrénées en Midi-Pyrénées, région Occitanie, à 6 km au nord-ouest de Saint-Bertrand-de-Comminges (Haute-Garonne).

## Histoire
Après l'occupation préhistorique développée plus bas, il semble que la galerie inférieure ou/et le porche de la grotte se soit comblé après le départ des gravettiens. Subséquemment, la grotte est restée inaccessible pendant une très longue période.
Les traces de nouvelles incursions humaines datent du XVe siècle : des graffitis datant de cette période attestent de visites humaines dans la grotte. Les parois de Gargas conservent de nombreuses traces dont la date précise n'est pas connue : graffitis, dessins de croix et d'arbalètes, formule chrétienne d'imploration accompagnée d'un nom…
Connue par la tradition populaire locale probablement depuis la fin du Moyen Âge, la grotte est mentionnée pour la première fois en 1575 par François de Belleforest, puis décrite de manière explicite et détaillée en 1758 par Marc-François de Lassus.

### Fouilles

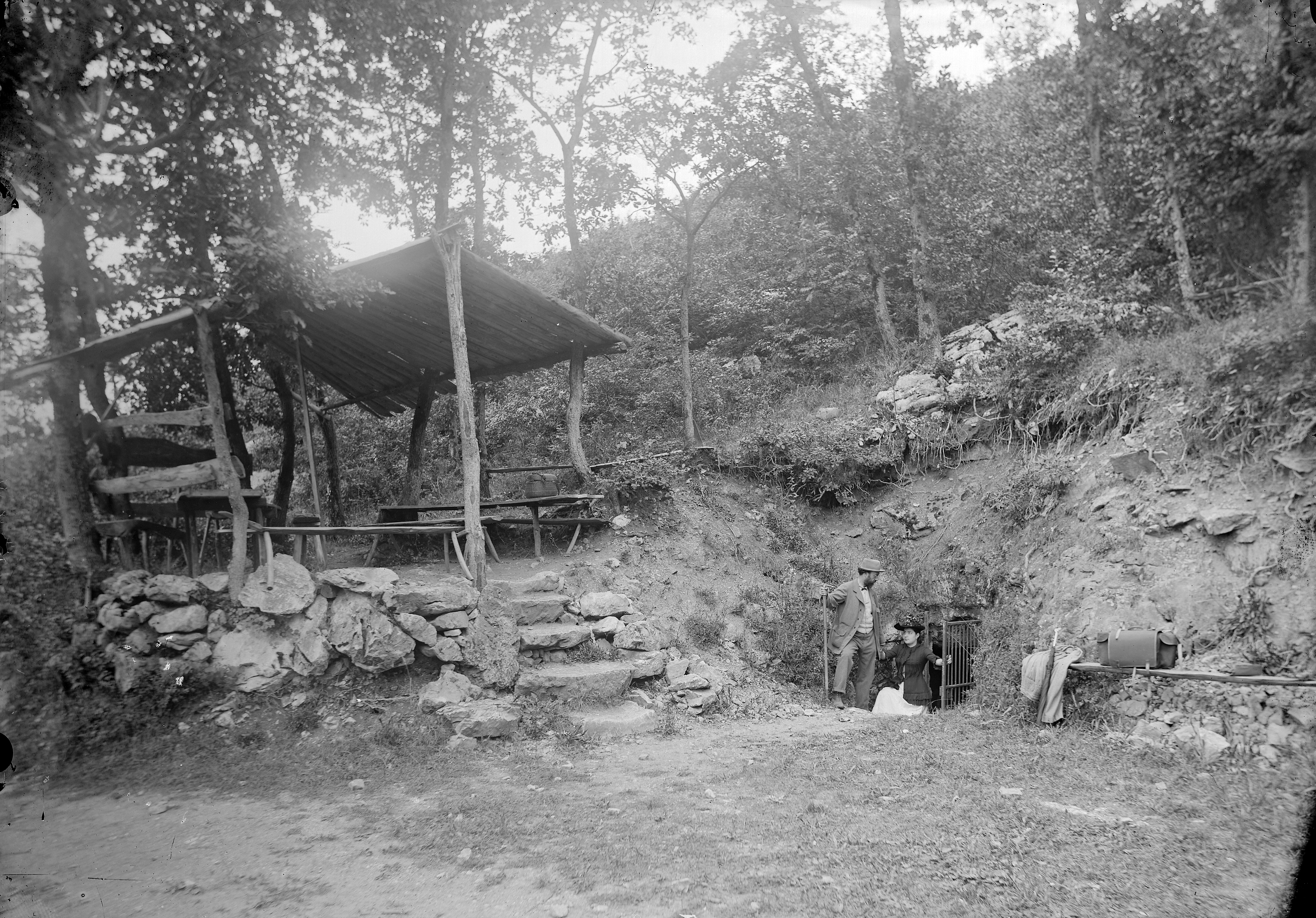
Félix Régnault devant l'entrée de la grotte de Gargas.

La grotte a fait l'objet de recherches scientifiques dès la fin du XIXe siècle, notamment de fouilles par É. Cartailhac et H. Breuil. De 1884 à 1887, Félix Régnault y découvre les « oubliettes », cheminées naturelles remplies d’ossements du début du Quaternaire, et trouvre les empreintes de mains en 1906.[réf. nécessaire]

## Occupation préhistorique
L'analyse des différentes couches de dépôt accumulées sur le sol de la grotte révèle outre l'activité et la présence humaine, un usage par les animaux, principalement des ours. On retrouve d'ailleurs de nombreux ossements de plantigrades réutilisés par les femmes et les hommes utilisant cette grotte.

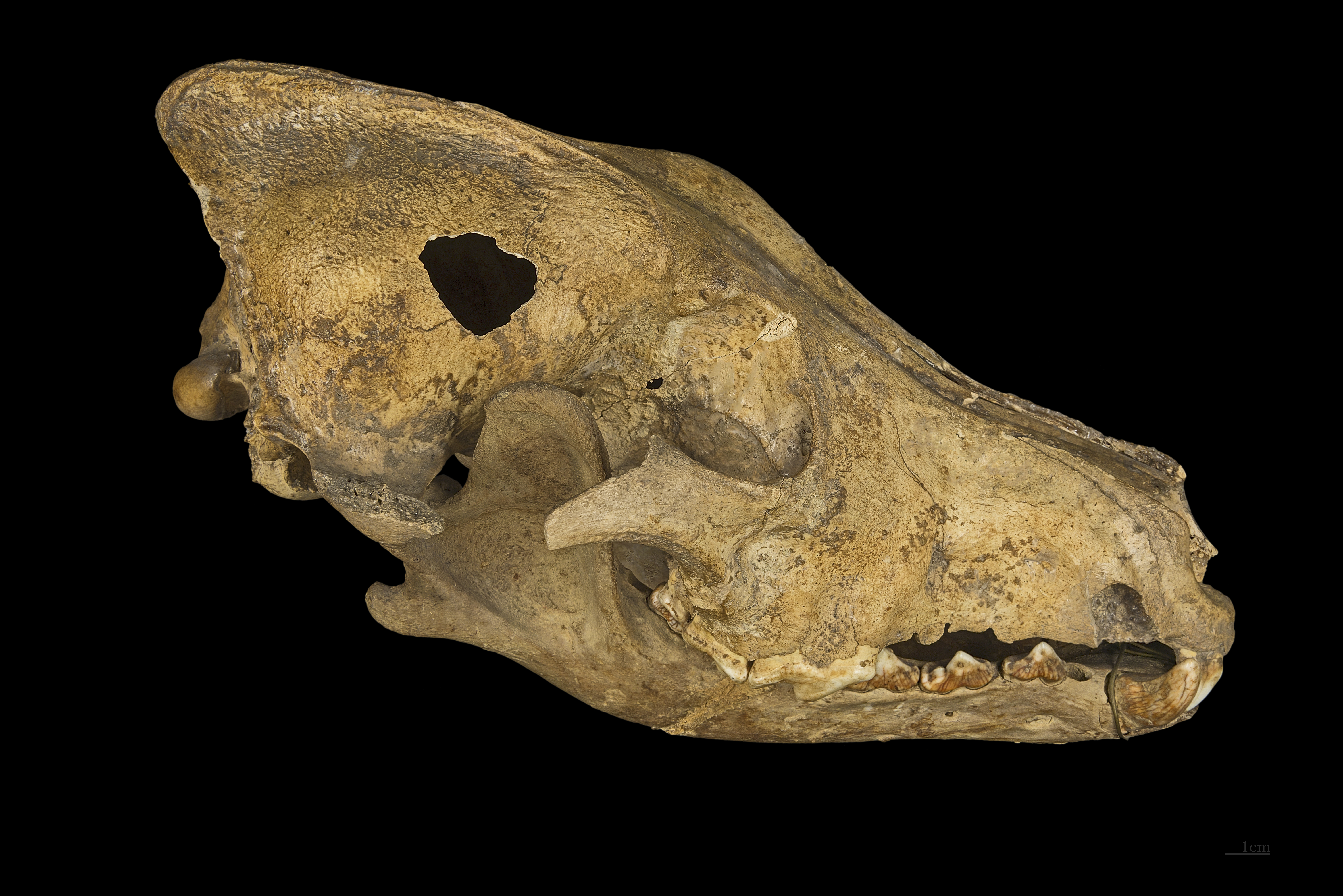
Crâne de loup (Canis lupus) trouvé par Félix Régnault —MHNT.
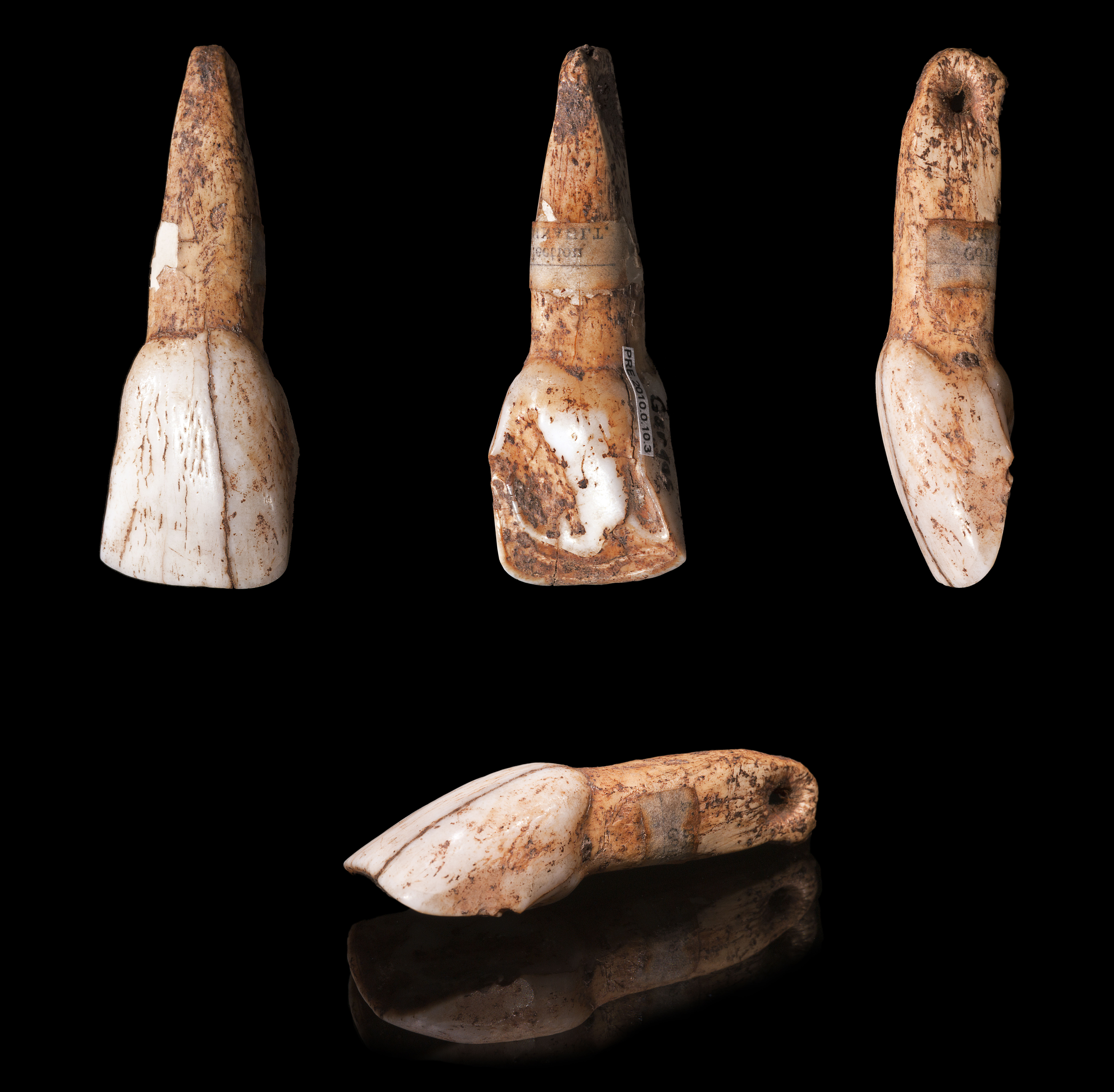
Incisive de bovidé percée – Gravettien - coll. Félix Régnault – MHNT.
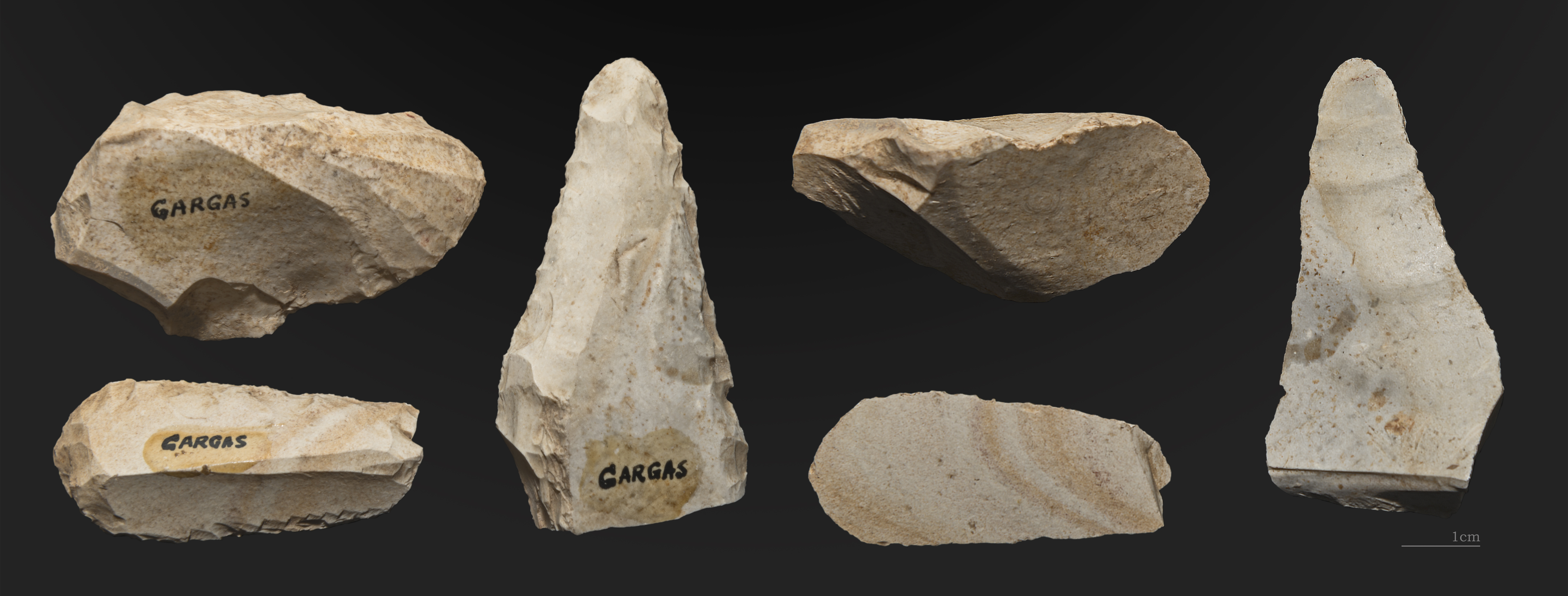
Industrie lithique – Gravettien - coll. Félix Régnault – MHNT.
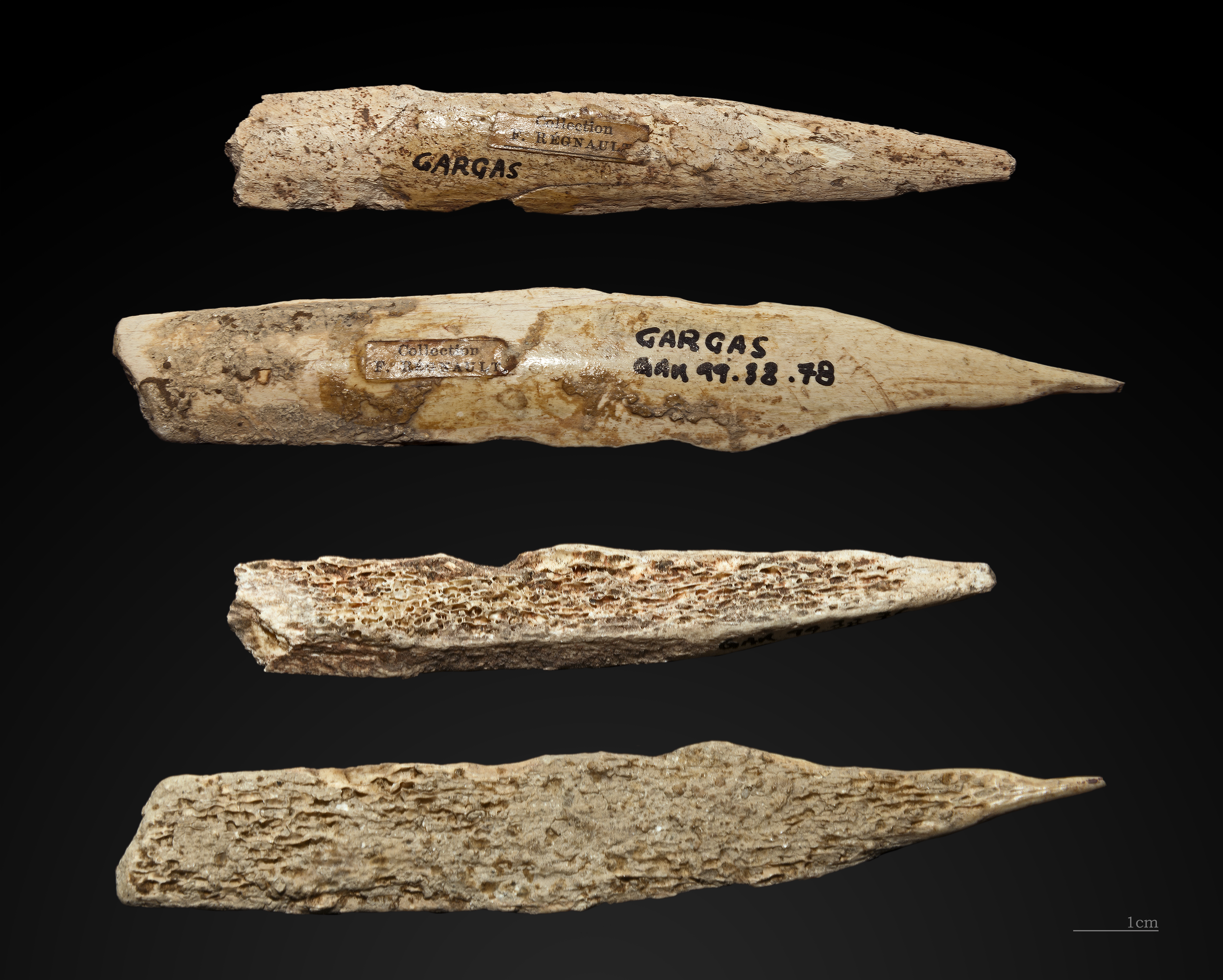
Poinçon sur os abrasé – Gravettien - coll. Félix Régnault – MHNT.

La grotte de Gargas a livré des indices d'occupations (ossements, industrie lithique, art mobilier) allant du Moustérien au Moyen Âge mais elle est surtout célèbre pour ses peintures et gravures du Paléolithique supérieur.
Le niveau châtelperronien est marqué par une association lithique faite de formes moustériennes, de pointes du type de Châtelperron, de « lames à gorges » et de grattoirs du « type de Tarté ». Cette association a également été rencontrée à 
Châtelperron, 
Germolles, 
la Roche-au-Loup, 
la Ferrassie et 
Haurets (Ladaux),.

## Art pariétal

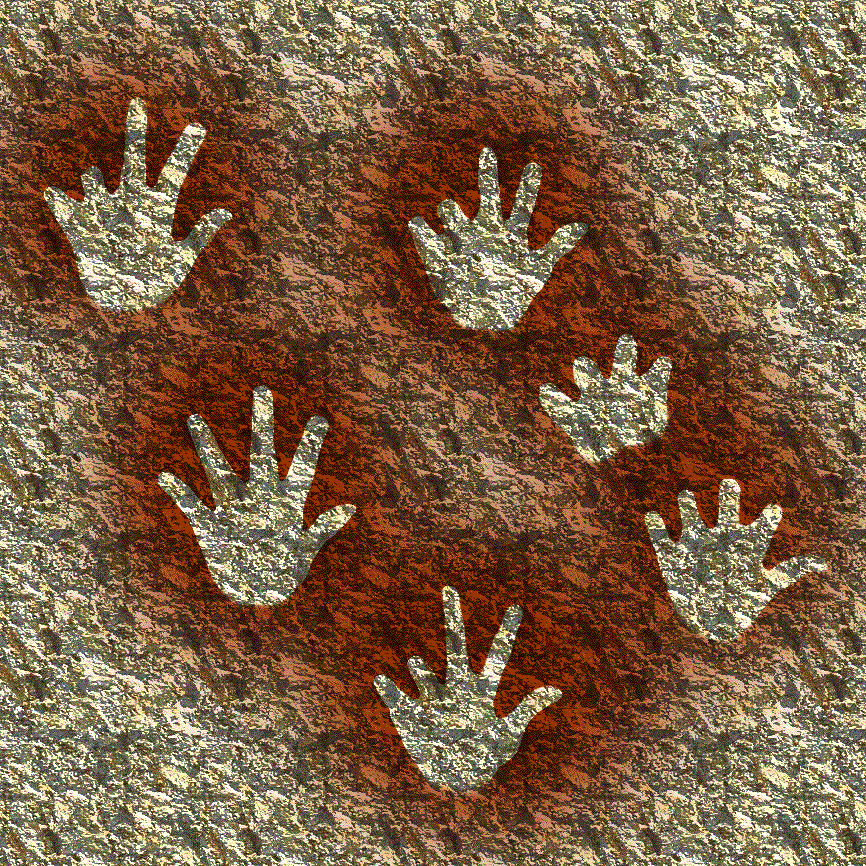
Mains négatives réalisées au pochoir, dont certaines avec doigts tronqués.

Les peintures comportent 231 empreintes de mains négatives réalisées par la technique du pochoir. Ces mains sont rouges (ocre) ou noires (oxyde de manganèse), des deux sexes, allant du nourrisson à l'adulte. Dans près de la moitié des cas, les doigts sont réduits à une phalange (à l'exception du pouce, toujours complet), ce qui a donné lieu à de nombreuses hypothèses : mutilations volontaires selon l'abbé Henri Breuil (amputations rituelles en signe de deuil ou pratiques profanes pour punir un délit ou marquer l'appartenance, pour des rites d'initiation chamanique), pathologies (lèpre, maladie de Raynaud), gelures (hypothèse invalidée par la présence systématique de pouces complets), etc. Une signification symbolique est également proposée par des chercheurs (hypothèse d'André Leroi-Gourhan (1967) d'un code de chasseurs, reprise par Marc Groenen (1988), hypothèse de la signature du clan ou de l'artiste selon Michel Lorblanchet), les différentes images étant obtenues en repliant un ou plusieurs doigts. Ces empreintes étaient faites au moyen d'un mélange d'oxyde de fer et de manganèse broyés et de graisse animale, ce mélange étant projeté autour de la main appliquée contre la paroi.
En 1991, Jean Clottes remarque de nombreuses esquilles osseuses insérées dans les fissures dans et autour du « panneau des mains », de façon similaire à celles trouvées dans la grotte magdalénienne d'Enlève à Montesquieu-Avantès. Une datation au carbone 14 réalisée sur une de ces esquilles donne une date proche de 27 000 ans BP, ce qui indique une fréquentation de la grotte à l'Aurignacien tardif ou au Gravettien ancien (Gravettien à burins de Noailles). Cette date est pratiquement la même que celle obtenue pour une main négative de la grotte Cosquer, où l'on trouve aussi des mains négatives à doigts incomplets ; noter qu'elle ne donne pas pour autant l'âge des peintures elles-mêmes, qui doit être corroboré par d'autres datations. Si les peintures sont bien de cette période, elles ont sensiblement le même âge que celles de la Grande grotte du site d'Arcy-sur-Cure.
La grotte présente en plusieurs endroits des panneaux de tracés digités, étudiés par Leslie Van Gelder et April Nowell.
De nombreuses gravures figuratives sont également présentes dans d'autres parties de la cavité, accompagnées de signes. Les animaux figurés les plus fréquents sont le cheval, le bison, l'aurochs, le bouquetin et le mammouth.[réf. nécessaire]

### Protection

Grottes de Gargas, lithographie de Gorse (XIXe siècle).

La grotte est classée Monument historique en 1910,.

## Tourisme
À partir des premières années du XIXe siècle, Gargas est un point de visite des excursionnistes parcourant les Pyrénées, dans un mouvement précoce d'exploitation touristique du site.
De nos jours, les grottes de Gargas sont ouvertes au public. Dans un souci de conservation, le nombre de places est limité et la réservation obligatoire.